# Lista odcinków serialu Dollhouse
Lista odcinków serialu Dollhouse 
| Seria | Seria | Liczba odcinków | Czas emisji                         |
| ----- | ----- | --------------- | ----------------------------------- |
|       | 1     | 13              | 13 lutego 2009 – 8 maja 2009        |
|       | 2     | 13              | 25 września 2009 – 29 stycznia 2010 |

## Seria 1:2009

### Oryginalny pilot
| 0 | Echo | Echo | Joss Whedon | Joss Whedon | 13 lutego 2009 | 1APK79 |
| Agent Ballard odkrywa nowe fakty w swym śledztwie dotyczącym „Domu Lalek”. DeWitt i Opiekunowie odkrywają, że Echo, pomimo czyszczenia pamięci, przejawia oznaki posiadania świadomości. Ten odcinek początkowo miał być oficjalnym pilotem serii, jednakże po testach, publiczność opisała go jako „niezrozumiały i zbyt mroczny”. Joss Whedon zdecydował się nakręcić nowy pilot, „Ghost”, by lepiej przedstawić historię i postaci. Ogłoszono, że „Echo” zostanie wyemitowany zaraz po „Ghost”, jednak gdy nie udało się tego zrobić Wheldon postanowił odrzucić odcinek całkowicie i wykorzystać jedynie jego fragmenty w dalszej części serii. Czołówka różni się od tej w pozostałych odcinkach z serii. Ponadto w „Echo” ujawniono Victora jako agenta (w emitowanych odcinkach nastąpiło to później), a także doszło do spotkania Ballarda z Echo. Dwie aktorki, pojawiające się później w serii, zagrały w tym pilocie inne postacie. Odcinek został wydany na DVD i Blu-ray 28 lipca 2009 roku. |      |      |             |             |                |        |

### Lista odcinków
| Nr | Tytuł                    | Tytuł polski          | Reżyseria          | Scenariusz                                      | Premiera         | Kod    |
| -- | ------------------------ | --------------------- | ------------------ | ----------------------------------------------- | ---------------- | ------ |
| 1  | Ghost                    | Duch                  | Joss Whedon        | Joss Whedon                                     | 13 lutego 2009   | 1APK01 |
| 2  | The Target               | Cel                   | Steven S. DeKnight | Steven S. DeKnight                              | 20 lutego 2009   | 1APK03 |
| 3  | Stage Fright             | Trema                 | David Solomon      | Maurissa Tancharoen & Jed Whedon                | 27 lutego 2009   | 1APK04 |
| 4  | Gray Hour                | Szara godzina         | Rod Hardy          | Sarah Fain & Elizabeth Craft                    | 6 marca 2009     | 1APK02 |
| 5  | True Believer            | Wyznawca              | Allan Kroeker      | Tim Minear                                      | 13 marca 2009    | 1APK06 |
| 6  | Man on the Street        | Człowiek z ulicy      | David Straiton     | Joss Whedon                                     | 20 marca 2009    | 1APK05 |
| 7  | Echoes                   | Echa                  | James Contner      | Sarah Fain & Elizabeth Craft                    | 27 marca 2009    | 1APK07 |
| 8  | Needs                    | Potrzeby              | Felix Alcalá       | Tracy Bellomo                                   | 3 kwietnia 2009  | 1APK08 |
| 9  | Spy in The House of Love | Szpieg w domu miłości | David Solomon      | Andrew Chambliss                                | 10 kwietnia 2009 | 1APK10 |
| 10 | Haunted                  | Nawiedzony            | Elodie Keene       | Jane Espenson, Maurissa Tancharoen & Jed Whedon | 24 kwietnia 2009 | 1APK09 |
| 11 | Briar Rose               | Dzika Róża            | Dwight Little      | Jane Espenson                                   | 1 maja 2009      | 1APK11 |
| 12 | Omega                    | Omega                 | Tim Minear         | Tim Minear                                      | 8 maja 2009      | 1APK12 |
| 13 | Epitaph One              | Epitafium 1           | David Solomon      | Joss Whedon                                     | niewyemitowany   | 1APK13 |

## Seria 2: 2009-2010
Fox wznowił serial na drugi sezon składający się z kolejnych 13 odcinków. Pierwszy odcinek wyemitowano 25 września 2009 roku.
Zdjęcia rozpoczęły się 22 lipca 2009 roku. Z powodu niskiej oglądalności serial został anulowany 11 listopada podczas produkcji 11 odcinka
| Nr | Tytuł               | Tytuł polski        | Reżyseria       | Scenariusz                                         | Premiera             | Kod    |
| -- | ------------------- | ------------------- | --------------- | -------------------------------------------------- | -------------------- | ------ |
| 1  | Vows                | Przysięga           | Joss Whedon     | Joss Whedon                                        | 25 września 2009     | 2APK01 |
| 2  | Instinct            | Instynkt            | Marita Grabiak  | Michele Fazekas & Tara Butters                     | 2 października 2009  | 2APK03 |
| 3  | Belle Chose         | Belle Chose         | David Solomon   | Tim Minear                                         | 9 października 2009  | 2APK02 |
| 4  | Belonging           | Belonging           | Jonathan Frakes | Maurissa Tancharoen & Jed Whedon                   | 23 października 2009 | 2APK04 |
| 5  | The Public Eye      | The Public Eye      | David Solomon   | Andrew Chambliss                                   | 4 grudnia 2009       | 2APK05 |
| 6  | The Left Hand       | The Left Hand       | Wendey Stanzler | Tracy Bellomo                                      | 4 grudnia 2009       | 2APK06 |
| 7  | Meet Jane Doe       | Meet Jane Doe       | Dwight Little   | Maurissa Tancharoen, Jed Whedon & Andrew Chambliss | 11 grudnia 2009      | 2APK07 |
| 8  | A Love Supreme      | Miłość Doskonała    | David Straiton  | Jenny DeArmitt                                     | 11 grudnia 2009      | 2APK08 |
| 9  | Stop-Loss           | Stop-Loss           | Felix Alcalá    | Andrew Chambliss                                   | 18 grudnia 2009      | 2APK09 |
| 10 | The Attic           | Strych              | John Cassaday   | Maurissa Tancharoen & Jed Whedon                   | 18 grudnia 2009      | 2APK10 |
| 11 | Getting Closer      | Getting Closer      | Tim Minear      | Tim Minear                                         | 8 stycznia 2009      | 2APK11 |
| 12 | The Hollow Men      | The Hollow Men      | Terrence O’Hara | Michele Fazekas, Tara Butters & Tracy Bellomo      | 15 stycznia 2009     | 2APK12 |
| 13 | Epitaph Two: Return | Epitafium 2: Powrót | David Solomon   | Maurissa Tancharoen, Jed Whedon & Andrew Chambliss | 29 stycznia 2009     | 2APK13 |